# 華北分離工作
華北分離工作（かほくぶんりこうさく）とは、日本が北支五省（河北省・察哈爾省・綏遠省・山西省・山東省）で行った一連の政治的工作の総称である。
中国側の呼称は、華北事変で、『中華民国史大辞典』によれば、1935年5月以降の日本軍による一連の「華北自治運動」から、宋哲元をトップとする冀察政務委員会の設置までの期間が該当し、満洲事変・上海事変・盧溝橋事変（事件）と並ぶ「事変」として認識されている。

## 概要
北支一帯を国民政府の影響下から切り離し、日本の支配下・影響下に置くための工作であった。

塘沽協定の停戦ラインでは、1934年冬から1935年1月にかけて中華民国国軍と日本軍の小規模な衝突がたびたび発生しており、日本軍は北支から抗日勢力を一掃する必要があると認識していた。1934年12月7日、日本の陸海外三相関係課長間で「対支政策に関する件」が決定され、その中で北支に国民政府の支配力が及ばないようにすることや、北支における日本の経済権益の伸張、および親日的な傀儡政権の樹立、排日感情の抑制などが目標に掲げられた。また、1935年1月初旬に関東軍が開催した「対支蒙諜報関係者会同」（大連会議）でも同様の方針が唱えられた。
1935年1月、蔣介石は『外交評論』に「日本人は我々を敵とすることはできず、一方、中国人も日本人と手を携えなければならない」とし、大日本帝国に対して領土侵略でなく経済提携などを図るべきと論じ、対日関係打開を探った。1月22日に広田外相が「不侵略」を表明したことに対して蔣介石は1月29日以降、日本政府要人と会談し、王寵恵常設国際司法裁判所判事も訪日し、岡田首相らと会談し、双方とも平和的処理を了承した。1935年3月1日、中国国民党宣伝部長は「排日行動を停止すべし」と表明した。
関東軍は1935年3月30日の対支政策で「北シナ政権を絶対服従に導く」と確認した。土肥原賢二らは5月2日に起きた天津の親日新聞社長暗殺事件をうけ、国民党政府機関の閉鎖、河北省からの中国軍撤退、排日の禁止などを要求し、6月10日の梅津・何応欽協定を締結した。華北分離工作は土肥原賢二らが主導した。また、6月5日に関東軍特務機関員が宋哲元の国民党29軍に拘留されたことに対して、6月27日、大日本帝国と中華民国は土肥原・秦徳純協定をむすび、これによって国民党機関の撤退を要求し、チャハル省を大日本帝国の勢力下に置いた。

### 広田三原則
1935年10月4日、広田外相は、(1)中国の排日言動の取締、欧米依存からの脱却、(2)満州国の事実上黙認、(3)赤化（共産主義）勢力排除への協力の三箇条、広田三原則を蔣介石政府に伝えた。11月20日の南京会談では蔣介石はこの三原則に同意するが、華北で問題がおこれば交渉できないと答えた。

11月3日に中国が幣制改革を実行すると、日本軍は北支における国民政府の経済的支配力強化を恐れて、河北省・察哈爾省に親日的な傀儡政権を樹立しようとしたが国民政府の激しい抵抗にあい、また諸軍閥も日本軍の誘いに応じなかったため、当座の措置として塘沽協定による非武装地域を管轄する傀儡政権として冀東防共自治委員会（後の冀東防共自治政府）を11月25日に樹立した。これに対し、日本軍の圧力をかわすため、
蔣介石は1935年12月18日に宋哲元を委員長とする親日政権を装った特別機関冀察政務委員会を設立させた。関東軍の華北工作は、冀東防共自治政府のみにとどまり、華北の自治運動工作は失敗した。
1936年1月13日、日本は「第一次北支処理要綱」を閣議決定したが、これは北支分離方針を国策として決定したものといえた。4月中旬には支那駐屯軍の増強を決定し、5月～6月に北平・天津・豊台などに配置していった。これに対して国民政府は反対の意向を申し入れ、北平・天津などでは学生・市民による北支分離反対デモが起きる事態となった。中国人の抗日意識は大きく高まり、新たに日本軍が駐屯することになった豊台付近では、日中両軍による小競り合いがたびたび起こり、また中国各地で日本人襲撃事件が多発するようになった。
日本は8月11日には「第二次北支処理要綱」を制定。北支五省に防共親日満地帯設定を企図したが、11月の綏遠事件において中国軍が日本軍（実質的には内蒙古軍）に勝利したことによって中国人の抗日意識はさらに大きなものとなり、さらに12月には西安事件が起こった。
日本ではこれを受け、1937年4月16日の「第三次北支処理要綱」において、華北分離工作の放棄も検討されたが、確固とした政策とはならず、盧溝橋事件を契機に日中戦争に突入していくこととなった。

## 国民党政権の反応と経過
1932年3月に成立した、蔣介石（軍事委員会委員長）と汪兆銘（行政院長、後外交部長兼任）による国民党のトロイカ体制（汪蔣合作）は当初、反共と抗日を同列に置き、方針に汪兆銘の提唱した八字方針と呼ばれる「一面抵抗、一面交渉」を定めて、満洲事変後、第一次上海事変停戦協定、塘沽協定、梅津・何応欽協定、土肥原・秦徳純協定等で対日譲歩を重ねてきたが、次第に一連の政策への不満が募り、汪が1935年11月に狙撃され怪我を負う（汪兆銘狙撃事件）と療養のために離脱した。
1935年の国民党第五回全国代表大会の段階では、蔣介石は未だ「最後の関頭がまだこないなら、犠牲を口に出すべきではない。国家主権の侵害を限度として、それまでは友邦と政治的調停に努め、和平に最大の努力を払うべきである。」として、外交的解決の窓口を閉じてはいなかった。しかし、1936年12月12日には蔣介石が部下の張学良によって拘束される西安事件が発生するとコミンテルンが仲介となり、反共から抗日への明確な転換と中華民国と紅軍の間で国共合作が結ばれる。1937年7月7日に盧溝橋事件が発生すると、トラウトマン工作など和平努力を続けながらも、徹底抗戦（ゲリラ戦）を展開していくことになる。

## 華北分離工作を描いた作品
- 戦争と人間 第二部 愛と哀しみの山河（1971年、山本薩夫監督）